# Багатошаровий перцептрон Розенблатта

Архітектура багатошарового перцептрону

Багатошаровий перцептрон Розенблатта — перцептрон з додатковими шарами А — елементів, розташованими між S і R елементами. Перцептрон Розенблатта відрізняється від багатошарового перцептрону Румельхарта, і є загальнішим випадком по відношенню до нього. Оскільки елементарний перцептрон вже володів двома шарами зв'язків та трьома шарами елементів (нейронів), то такий перцептрон не вважався багатошаровим, і багатошаровість малася на увазі тільки при наявності мінімум чотирьох шарів елементів. У багатошаровому перцептроні Розенблатта не обов'язково всі зв'язки можна навчати, частина з них може бути випадково обрана і зафіксована. Румельхард ж припускав, що всі зв'язки багатошарового перцептрона повинні мати здатність навчатися. Тому повним еквівалентом багатошарового перцептрону Румельхарта, у Розенблатта є перцептрон зі змінними SA зв'язками.